# Prijono
 (mars 2018).
Si vous disposez d'ouvrages ou d'articles de référence ou si vous connaissez des sites web de qualité traitant du thème abordé ici, merci de compléter l'article en donnant les références utiles à sa vérifiabilité et en les liant à la section « Notes et références ».
Prijono (1907-1969) était un homme politique indonésien. Prijono comptait parmi les leaders du parti Murba ainsi que du Comité de la paix indonésien. Prijono a officié en tant que ministre de l’Éducation et de la Culture entre 1957 et 1966. Il fut aussi un des intellectuels qui entouraient le président Sukarno.
En décembre 1954, il reçoit le prix Lénine pour la paix.

## Parcours académique
Prijono a étudié à Paris et a obtenu un doctorat en philosophie à l'université de Leyde
En 1954 Prijono présente une proposition pour une nouvelle orthographe pour l'indonésien (bahasa Indonesia). Prijono suggéra que les combinaisons de lettre telles que nj et ng soient remplacées par des caractères de l'alphabet phonétique international.
Une orthographe similaire 'Ejaan Kogres' était utilisée en Malaisie. Le gouvernement indonésien nomma Prijono président de la commission de l'orthographe. En 1960 l'orthographe de Prijono était la base de la proposition de MALINDO pour une orthographe conjointe entre la Malaisie et l'Indonésie. Les gouvernements malaisien et indonésien étaient d'accord pour implanter l'orthographe MALINDO, mais le projet est tombé aux oubliettes à la suite de la dégradation des relations entre les deux pays.

## Parcours ministériels
Prijono a été nommé ministre de l'Éducation et de la Culture dans le cabinet de Djuanda formé en 1957. Sa nomination s'est heurtée à l'opposition des secteurs anti-communistes, qui ont affirmé qu'il était lié au Parti communiste d'Indonésie. Prijono continué à servir en tant que ministre dans tous les ministères jusqu'à la fin de la période de Sukarno. Comme un ministre du gouvernement, il a été fréquemment pris pour cible par l'armée et les organisations islamiques.
En octobre 1960 Prijono introduit le principe de Pancawardhana («cinq principes de développement») dans l'enseignement primaire et secondaire. Cela a été suivi par la liaison du Pancawardhana de Prijono au principe de Pancacita («cinq amours») en février 1963. Le fondement laïque du Pancacita a été développé par l'Institut national de l'Éducation, une institution dominée par le Parti communiste[Lequel ?]. Cependant la politique de Prijono rencontre l'opposition du général Nasution. À partir de 1961, Prijono partagera le ministère de l'Éducation avec Sjarif Thajed (un officier hautement gradé affilié à des organisations islamiques). Prijono était pro-soviétique alors que Sjarif Thajeb était pro-américain. Et pendant que Prijono promouvait la laïcité dans le primaire et le secondaire, Sjarif Thajeb introduisait des cours obligatoires de religion dans les universités. Ainsi la confrontation politique plus large entre l'armée et le Parti communiste se reproduisait au sein même des murs du ministère de l'Éducation.
Durant son mandat, Prijono établit diverses institutions culturelles avec l'objectif de promouvoir une nouvelle culture nationale et révolutionnaire. Ces institutions ont appris de nouvelles danses folkloriques ouvrières et paysannes et des chants révolutionnaires.
Le 16 mars 1966, Prijono fut kidnappé par des militants du mouvement étudiant islamique KAPPI et Laskar. Il a été conduit au quartier général du KOSTRAD.